# Cheilosia multa
Cheilosia multa är en tvåvingeart som beskrevs av Barkalov och Cheng 2004. Cheilosia multa ingår i släktet örtblomflugor, och familjen blomflugor. Inga underarter finns listade i Catalogue of Life.